# オーランド・ギボンズ
オーランド・ギボンズ（Orlando Gibbons, 1583年12月25日受洗 - 1625年6月5日）は、イングランド・テューダー朝後期からジャコビアン時代にかけて活動した作曲家、オルガニスト。

## 生涯
オックスフォード出身。彼は1596年から1598年にかけてイギリスのケンブリッジのキングス・カレッジの聖歌隊に参加しており、このカレッジでは現在も毎年チャペルで彼の命日の典礼を行っている。ギボンズは1606年に学士号を取得した。ジェームズ1世は彼を王家礼拝堂のジェントルマンに指名し、彼はその礼拝堂で少なくとも1615年から亡くなるまでオルガニストを務めた。ギボンズはカンタベリーで卒中のため逝去し、カンタベリー大聖堂に彼の記念碑が建てられた。

## 音楽
当時のイングランドで最も多才な音楽家の1人であったギボンズは、大量の鍵盤楽器作品、およそ30曲のヴィオールのための幻想曲、相当数のマドリガル（「白銀の白鳥 The Silver Swan」が最もよく知られている）、そして多くの有名なヴァース・アンセムを作った。ギボンズのコラール音楽は、彼の素晴らしいメロディに対する才能と合わさった、完璧に熟練した対位法が特徴である。おそらく彼の最も有名なヴァース・アンセムは「ヨハネの証はかくのごとし This is the record of John」であり、これはフルコーラスと交代するソロのカウンターテナーあるいはテノールに降臨節の聖句を置いた作品である。ソロ歌手は各ポイントで相当の技術的な腕前を披露することが要求され、作品は同時に聖句の修辞的効果を説明し、それでいてあからさまでも大袈裟でもないのである。彼はまた、第2礼拝とショート・サーヴィスの2種類の晩課を作っている。前者は詩句と節のすべてを合わせた派生的な作品であり、後者は美しく表現豊かなヌンク・ディミティスを含む。ギボンズのフル・アンセムには、表現豊かな「おお、主よ、御身の怒りで O Lord in thy wrath」や、聖枝祭用の8声の「手を打ち鳴らせ O clap your hands together 」などがある。
ピアニストのグレン・グールドは、ギボンズを好んだ。彼はあるインタビューの中でギボンズをベートーヴェンやヴェーベルンと比較している。

## 音声ファイル
白銀の白鳥